# Hexyllithium
Hexyllithium (genauer n-Hexyllithium) ist eine chemische Verbindung aus der Gruppe der lithiumorganischen Verbindungen.

## Gewinnung und Darstellung
Hexyllithium kann unter anderem durch Reaktion eines Alkylhalogenids wie 1-Chlorhexan mit Lithium in einer inerten organischen Flüssigkeit gewonnen werden.
{\displaystyle \mathrm {C_{6}H_{13}Cl+2\ Li\longrightarrow C_{6}H_{13}Li+LiCl} }

## Eigenschaften
Hexyllithium ist eine pyrophore farblose viskose Flüssigkeit, die heftig mit Wasser reagiert. Sie wird als Lösung in n-Hexan in den Handel gebracht.

## Verwendung
Hexyllithium hat ähnliche Eigenschaften wie n-Butyllithium und kann deshalb für ähnliche organischen Synthesen verwendet werden. Ein Vorteil ist, dass es keine gasförmigen Beiprodukte bei Deprotonierungsreaktionen und Hydrolysen bildet.